# Papa-taoca-de-belém
Papa-taoca-de-belém (nome científico: Pyriglena leuconota) é uma espécie de ave pertencente à família dos tamnofilídeos. Pode ser encontrada na Bolívia, Brasil, Colômbia, Equador, Paraguai e Peru.
Seu nome popular em língua inglesa é "White-backed fire-eye".